# ウコンハツ
ウコンハツ（鬱金初、学名: Russula flavida）は、ベニタケ科ベニタケ属に属する中型のキノコである。傘の表面と軸ともに、美しい鬱金色なのが和名の由来である。食用不適。

## 分布・生態
日本各地、および中国、北アメリカに分布する。ただし、日本産のウコンハツは細かい点で北アメリカ産と一致せず、学名は検討を要する状況である。
菌根菌。夏から秋にかけて、アカマツ・コナラなどの針葉樹林や、コナラ・クヌギなどの広葉樹林、あるいは里山の雑木林の林床に発生する。群生はぜず、木陰で単生するのが見かけられる。

## 形態
子実体は傘と柄からなる。傘は径3 - 8.5センチメートル (cm) 、初めまんじゅう形、のちに平らに開いて中央部は窪んで浅い漏斗形になる。傘表面は鬱金色（黄金色）で中央部がやや濃くなり、粘性はなくビロード状から粉質である。傘裏のヒダは白色のちに汚白色で、ベニタケ科に見られる共通の特徴である。ヒダは柄に対して離生から上生、あるいは直生から垂生し、やや密から疎らに配列する。肉は白色。乳液は出ないが、不快な臭いがする。
柄は長さ3 - 10 cm、太さ8 - 22ミリメートル (mm) で上下同大または根元がわずかに細くなり、表面は傘上面と同色で、縦皺があり粉状である。内部は海綿状。
担子胞子は7.5 - 9 × 6 - 7.5マイクロメートル (μm) の広卵形で、表面に粗い針状突起と不完全な網目模様があり、アミロイド性。胞子紋は白色。

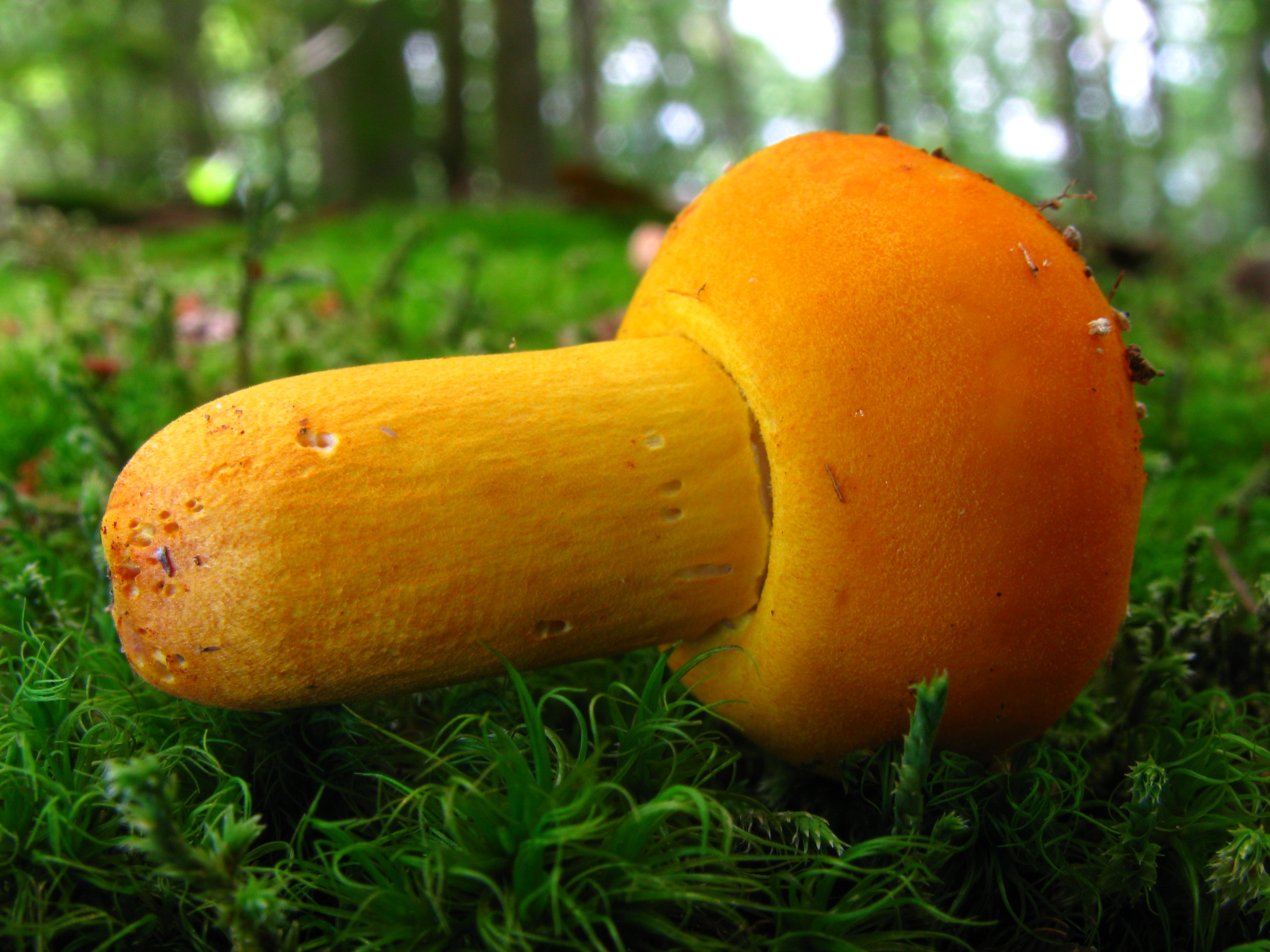
幼菌
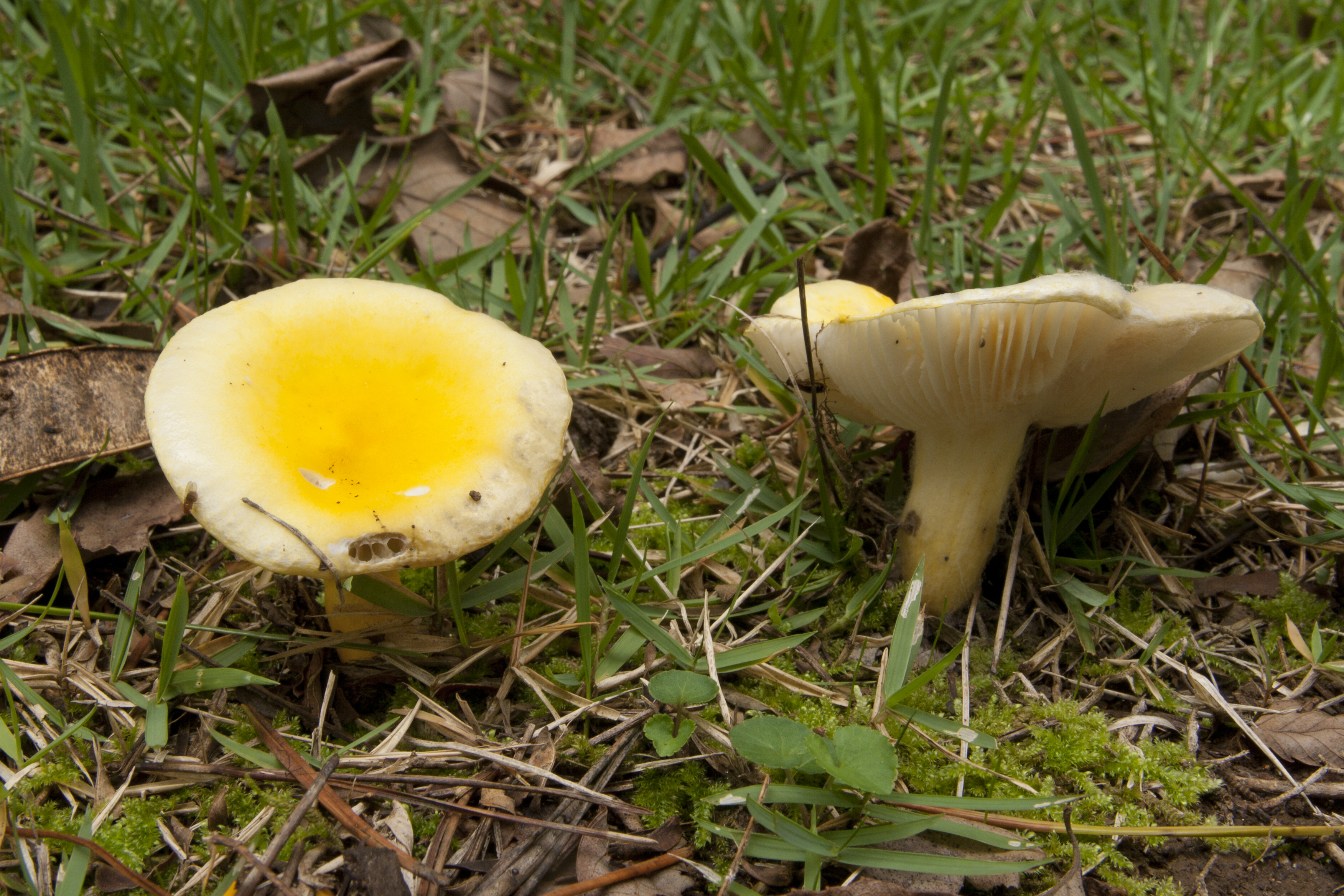
傘、柄ともに鬱金色
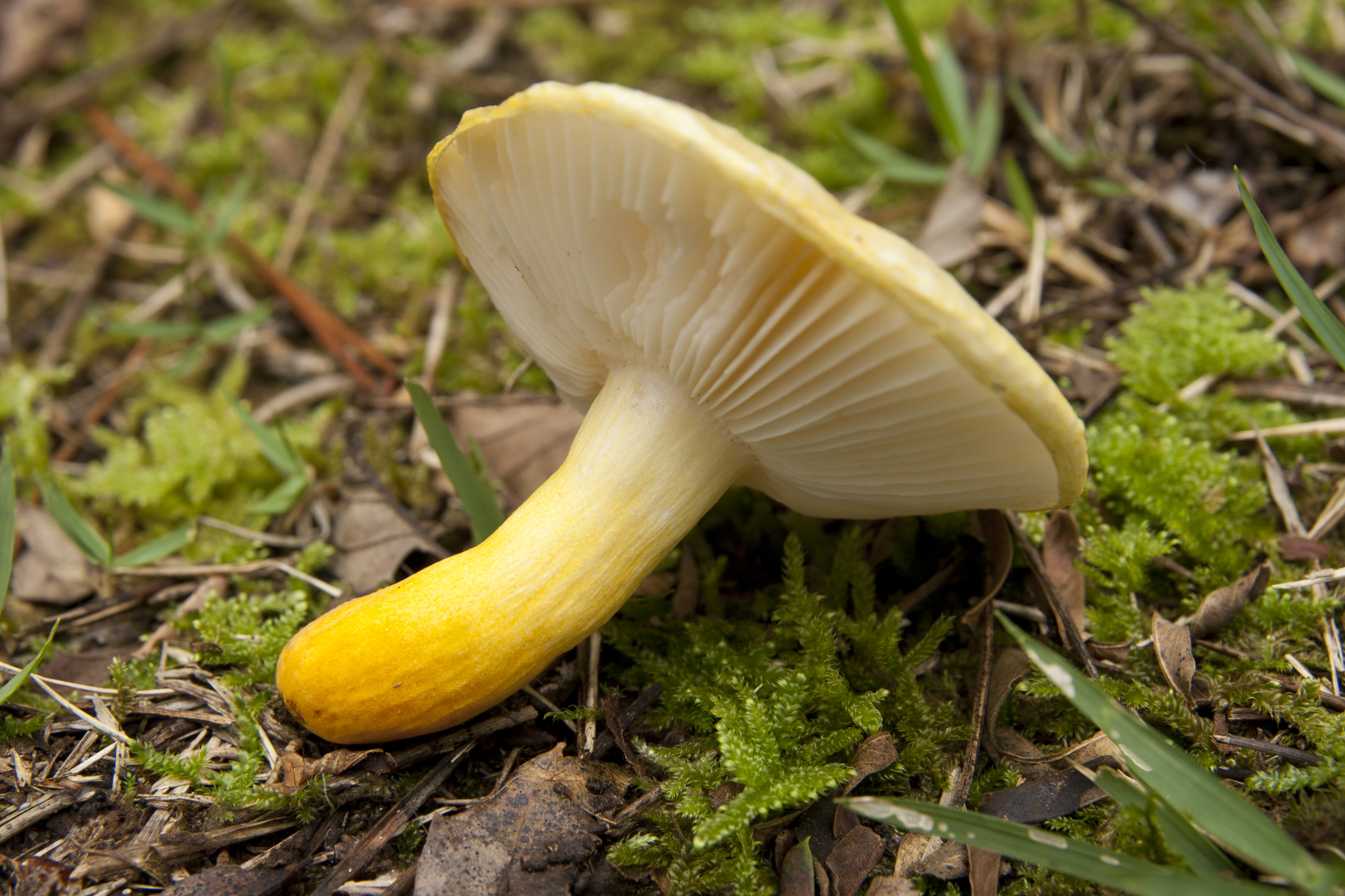
ヒダは白色で疎ら